# Vlastimil Veselý
Vlastimil Veselý (* 6. května 1993, Brno) je český fotbalový brankář a bývalý reprezentant, momentálně působící v druholigovém klubu SK Líšeň.

## Klubové statistiky
Aktuální k 1. červenci 2013
| Sezona | Klub                   | Země  | Soutěž    | Zápasy | Góly |
| ------ | ---------------------- | ----- | --------- | ------ | ---- |
| 11/12  | FC Zbrojovka Brno B    | Česko | MSFL      | 5      | 0    |
| 12/13  | SK Líšeň               | Česko | Divize D  | 8      | 0    |
|        | FC Zbrojovka Brno jun. | Česko | Jun. liga | 15     | 0    |
|        | celkem                 |       |           | 28     | 0    |